# Leptotyphlops adleri
Leptotyphlops adleri är en kräldjursart som beskrevs av  Hahn och WALLACH 1998. Leptotyphlops adleri ingår i släktet Leptotyphlops och familjen Leptotyphlopidae. Inga underarter finns listade i Catalogue of Life.